# Axel Thayssen
Axel Thayssen (* 22. Februar 1885 in Sorø; † 31. Januar 1952 in Gentofte) war ein dänischer Tennisspieler.

## Leben
Thayssen war ein gelernter Anwalt, spielte für den B.93 Kopenhagen und nahm 1912 am Tenniswettbewerb der Olympischen Sommerspiele in Stockholm teil. Im Rasen-Einzel gewann er zum Auftakt gegen seinen Landsmann Aage Madsen, bevor er gegen den späteren Olympiasieger Charles Winslow in vier Sätzen verlor. Im Doppel trat er mit Madsen zusammen an und konnte im ersten Match gegen Bohuslav Hykš und Josef Šebek aus Böhmen gewinnen. In der nächsten Runde schieden die Dänen dann gegen die Schweden Carl-Olof Nylén und Charles Wennergren aus. Insgesamt sechsmal gewann Thayssen zwischen 1909 und 1917 die dänischen Meisterschaften im Doppel.
1920 war er Mitgründer des Dansk Tennis Forbund und schrieb für das verbandseigene Magazin Lawn Tennis, das 1922 in Lawn Tennis and Badminton umbenannt wurde. Später wurde er selbst Herausgeber der Zeitschrift. Er schrieb auch ein Buch, das ebenfalls Lawn Tennis hieß.